# Загальноросійський класифікатор територій муніципальних утворень
Загальноросійський класифікатор територій муніципальних утворень (скор. ЗКТМУ; рос. Общероссийский классификатор территорий муниципальных образований, ОКТМО) затверджений 14 грудня 2005 року.
З 1 січня 2014 року впроваджується до практики нова версія Загальноросійського класифікатора територій муніципальних утворень: ОК 033—2013. Принципова відмінність нової версії — наявність коду ЗКТМО для населених пунктів.
C 1 січня 2014 року ЗКТМО вимагається вказувати в податкових платіжних дорученнях на території Росії (замість ЗКАТО і в тому ж полі, що й останній).

## Класифікація
Об'єктами класифікації в ЗКТМО є території муніципальних утворень, включаючи:
- сільські поселення;
- міські поселення;
- муніципальні райони;
- міські округи;
- внутрішньоміські території міст федерального значення;
- міжселені території.

## ЗКТМО і ЗКАТО
Міністерство фінансів Російської Федерації щоквартально публікує таблиці, що дозволяють встановити відповідність кодів Загальноросійського класифікатора об'єктів адміністративно-територіального розподілу (ЗКАТО) кодами ЗКТМО.

## Формат
ЗКТМО складається з двох розділів, що включають муніципальні освіти і населені пункти, що входять до складу муніципальних утворень.
Формула структури коду ЗКТМО у першому розділі (8 знаків): XX XXX XXX, де:
- 1, 2 знаки ідентифікують об'єкти класифікації першій ступені класифікації;
- 3 — 5 знаки ідентифікують об'єкти класифікації другий щаблі класифікації;
- 6 — 8 знаки ідентифікують об'єкти класифікації третьої щаблі класифікації.

Формула структури коду ЗКТМО у другому розділі (11 знаків): XX XXX XXX XXX, де:
- 1 — 8 знаки ідентифікують муніципальні освіти, до складу яких входять населені пункти;
- 9 — 11 знаки ідентифікують населені пункти.